# Heinz Priess
Heinz Priess (1915-2001) est un journaliste allemand, résistant et membre des Brigades internationales.

## Biographie
Né le 3 avril 1915 à Hambourg, Heinz Priess est membre d'une famille fondamentalement communiste. Dès son plus jeune âge, il intègre la Ligue des jeunes communistes d'Allemagne, puis le Parti communiste d'Allemagne. En 1933, à la suite de l'incendie du Reichstag et de l'interdiction du parti communiste en Allemagne, il est placé sous surveillance et émigre donc au Danemark, un an après. Entre 1936 et 1939, il s'engage dans les Brigades internationales, durant la guerre civile d'Espagne. En juillet 1937, lorsque Heinz Hoffmann est blessé à la bataille de Brunete, il prend sa place comme commissaire de guerre du bataillon Hans Beimler.
En 1939, après la défaite de la République espagnole, il fuit en France, mais il y est arrêté, et emprisonné alternativement au camp de Gurs, au camp du Vernet, puis à la prison de Castres. Il s'évade de cette dernière le 16 septembre 1943, en compagnie de 35 autres détenus. Il rejoint alors la résistance française dans le Sud de la France, en tant que chef de la reconnaissance. En compagnie d'un autre évadé de Castres, Ernst Buschmann, il organise la liaison avec le Comité Allemagne libre pour l’Ouest. En août 1944, il participe à la libération de Paris.
Après la libération de l'Allemagne, il retourne en octobre 1945 à Hambourg, où il devient rédacteur en chef du journal communiste Hamburger Volkszeitung (de). Il passe deux mois en prison dès le 6 juin 1950, pour avoir insulté le premier bourgmestre de Hambourg, Max Brauer. Il s'installe à Leipzig en RDA, en juin 1951, où il remplace Hanns Maaßen (de) en tant que rédacteur en chef à la radio Mitteldeutscher Rundfunk. En 1952, il est nommé directeur de la rédaction du Comité d'État de la radiodiffusion (de), au gouvernement de la RDA, et directeur artistique de la radio Deutscher Freiheitssender 904 (de), dont il est ensuite rédacteur en chef, de 1956 à 1969. À partir de 1969, il est de retour en RFA pour le compte du Parti socialiste unifié d'Allemagne, mais il y travaille aussi pour le parti communiste allemand. En 1975, de retour en RDA, il intègre le comité des combattants de la résistance antifasciste, puis se rallie au Parti du socialisme démocratique. Heinz Priess meurt finalement le 12 janvier 2001 à Berlin.